# Malo Gusto
Malo Arthur Gusto (Décines-Charpieu, Francia, 19 de mayo de 2003) es un futbolista francés que juega como defensa en el Chelsea F. C. de la Premier League.

## Primeros años
Nació en Décines-Charpieu que con el tiempo se convertiría en la sede del Parc OL en la Metrópoli de Lyon.
Criado en Villefontaine, Isère, su padre le hizo jugar primero al rugby, pero el joven Gusto se decantó pronto por el fútbol, persiguiendo su sueño de convertirse en futbolista profesional, al tiempo que estudiaba bachillerato tecnológico.

## Trayectoria
Empezó a jugar en el ASVF, luego se unió al Bourgoin-Jallieu F. C. por un período de un año, antes de entrar en la academia del Olympique de Lyon como sub-14, en un movimiento parecido al de su compañero de academia mayor Amine Gouiri. Llegó a Lyon el mismo año en que el club se trasladó al Stade des Lumières, en su ciudad natal.
Allí formó parte de la misma generación que Florent da Silva, Yaya Soumaré y Rayan Cherki, llegando a firmar su primer contrato profesional con el club francés en diciembre de 2021. En ese momento ya había aparecido en algunas ocasiones en la hoja de equipo de los partidos de Ligue 1 bajo la dirección de Rudi García, mientras que ya había demostrado su talento en la Liga Juvenil de la UEFA y en la National 2, con el equipo de reserva.
Debutó como profesional con el Olympique de Lyon el 24 de enero de 2021, sustituyendo a Bruno Guimarães en el minuto 90 de una victoria a domicilio por 5-0 en la Ligue 1 contra su rival del Derby du Rhône, el A. S. Saint-Étienne. Tras una nueva y breve aparición en la Ligue 1 al final de la temporada, el joven defensa firmó en junio un nuevo contrato con el Lyon, que le vincula al club hasta 2024.
Durante la pretemporada del verano de 2021, cuando Peter Bosz había sido nombrado entrenador principal por Juninho Pernambucano, no tardó en aparecer como una de las nuevas promesas del Lyon, junto a jugadores de la talla de Castello Lukeba, siendo incluso elegido hombre del partido durante una victoria por 4-1 en un amistoso contra el VfL Wolfsburgo de la Bundesliga.
Comenzó la temporada 2021-22 como sustituto oficial del internacional francés Léo Dubois - ya que varios laterales abandonaron el club, como Mattia De Sciglio, Melvin Bard y Maxwel Cornet. Fue titular en el primer partido del Lyon contra el Stade Brest 29 el 7 de agosto. Con ello se convirtió en el defensa más joven en ser titular en un partido de la Ligue 1 con el Lyon desde Samuel Umtiti.
Aunque todavía parecía estar por detrás de Dubois en la jerarquía de los laterales derechos en ese final de verano y otoño, todavía tomó el protagonismo en varias ocasiones bajo la dirección de Peter Bosz, ya que fue titular en partidos como la victoria a domicilio por 2-0 en la Europa League contra el Rangers F. C. de Steven Gerrard o la derrota a domicilio por 2-1 en la Ligue 1 contra el Paris Saint-Germain F. C..
A 29 de enero de 2023 se anunció su traspaso al Chelsea F.C. de Inglaterra, por una suma de 30 millones de Euros. Sin embargo, como parte del acuerdo, el jugador se mantuvo cedido en el Lyon hasta el final de la temporada.

## Selección nacional
Es internacional en categorías inferiores con Francia: primero jugó como centrocampista con la sub-16, pero después fue seleccionado como lateral con la sub-17 y la sub-18. Sin embargo, no jugó ningún partido oficial con esta última, ya que la pandemia de COVID-19 no permitió que la mayoría de los encuentros o competiciones internacionales juveniles se celebraran como estaba previsto en 2020-2021.
En septiembre de 2021, cuando la pandemia se estaba frenando, el joven defensa acabó ganando su siguiente partido con Francia, esta vez jugando con la sub-19. Fue convocado para un torneo amistoso en Eslovenia, contra Rusia, Eslovaquia y los anfitriones, junto con su compañero de equipo Rayan Cherki. Allí fue titular y jugó todos los minutos de los tres partidos, incluso acabó llevando el brazalete de capitán.
Sin embargo, sólo un mes después, tanto él como Rayan Cherki fueron promovidos directamente a la sub-21, por Sylvain Ripoll. Ambos debutaron saliendo desde el banquillo con los espoirs el 8 de octubre de 2021, ayudando a su equipo a conseguir una importante victoria por 5-0 contra Ucrania en la fase de clasificación para la Eurocopa.
El 13 de octubre de 2023 hizo su debut con la selección absoluta en un encuentro de clasificación para la Eurocopa 2024 ante Países Bajos en el que lograron la victoria y garantizaron su presencia en la fase final.

## Estilo de juego
Desde joven se le vio como un jugador muy ágil y de mentalidad ofensiva, desde que jugaba al fútbol 8 en Villefontaine, y primero jugó de centrocampista ofensivo o de delantero. Sin embargo, durante su estancia en la academia de Lyon jugó en varias posiciones, desde centrocampista de banda hasta mediapunta, pasando por extremo derecho, para acabar asentándose como lateral derecho, donde aprovechaba al máximo su notable velocidad y actividad.
Se le considera un lateral muy atlético y trabajador a la vez, que se las arregla para utilizar su técnica y precisión en el pase para ser decisivo en el campo contrario.

## Estadísticas

### Clubes
Actualizado al último partido disputado el 13 de julio de 2025.
| Club                         | Div.          | Temporada     | Liga  | Liga  | Liga   | Copas nacionales | Copas nacionales | Copas nacionales | Copas internacionales | Copas internacionales | Copas internacionales | Total | Total | Total  |
| Club                         | Div.          | Temporada     | Part. | Goles | Asist. | Part.            | Goles            | Asist.           | Part.                 | Goles                 | Asist.                | Part. | Goles | Asist. |
| ---------------------------- | ------------- | ------------- | ----- | ----- | ------ | ---------------- | ---------------- | ---------------- | --------------------- | --------------------- | --------------------- | ----- | ----- | ------ |
| Olympique de Lyon II Francia | 4.ª           | 2020-21       | 7     | 0     | 1      | —                | —                | —                | —                     | —                     | —                     | 7     | 0     | 1      |
| Olympique de Lyon II Francia | 4.ª           | 2021-22       | 1     | 1     | 0      | —                | —                | —                | —                     | —                     | —                     | 1     | 1     | 0      |
| Olympique de Lyon II Francia | Total club    | Total club    | 8     | 1     | 1      | 0                | 0                | 0                | 0                     | 0                     | 0                     | 8     | 1     | 1      |
| Olympique de Lyon Francia    | 1.ª           | 2020-21       | 2     | 0     | 0      | 1                | 0                | 0                | —                     | —                     | —                     | 3     | 0     | 0      |
| Olympique de Lyon Francia    | 1.ª           | 2021-22       | 30    | 0     | 4      | 0                | 0                | 0                | 7                     | 0                     | 1                     | 37    | 0     | 5      |
| Olympique de Lyon Francia    | 1.ª           | 2022-23       | 21    | 0     | 1      | 1                | 0                | 0                | —                     | —                     | —                     | 22    | 0     | 0      |
| Olympique de Lyon Francia    | Total club    | Total club    | 53    | 0     | 5      | 2                | 0                | 0                | 7                     | 0                     | 1                     | 62    | 0     | 6      |
| Chelsea F. C. Inglaterra     | 1.ª           | 2023-24       | 27    | 0     | 6      | 10               | 0                | 3                | —                     | —                     | —                     | 37    | 0     | 9      |
| Chelsea F. C. Inglaterra     | 1.ª           | 2024-25       | 32    | 0     | 1      | 3                | 0                | 1                | 13                    | 0                     | 1                     | 48    | 0     | 3      |
| Chelsea F. C. Inglaterra     | Total club    | Total club    | 59    | 0     | 7      | 13               | 0                | 4                | 13                    | 0                     | 1                     | 85    | 0     | 12     |
| Total carrera                | Total carrera | Total carrera | 120   | 1     | 13     | 15               | 0                | 4                | 20                    | 0                     | 2                     | 155   | 1     | 19     |

## Palmarés

### Títulos internacionales
| Título                            | Equipo        | Sede           | Año  |
| --------------------------------- | ------------- | -------------- | ---- |
| Liga Conferencia de la UEFA       | Chelsea F. C. | Breslavia      | 2025 |
| Copa Mundial de Clubes de la FIFA | Chelsea F. C. | Estados Unidos | 2025 |